# David Lobo
David Lobo Senior (Puerto Cabello, Carabobo, Venezuela, 21 de mayo de 1861-Caracas, 22 de abril de 1924) fue un médico cirujano, obstetra, profesor universitario y escritor venezolano. Fue cofundador de la Sociedad Médica de Caracas y desempeñó su presidencia en 1920, del Colegio de Médicos de Venezuela y de la Academia Nacional de Medicina que presidió entre 1918 y 1920. También fue rector de la Universidad Central de Venezuela desde 1922 hasta su muerte en 1924, ocasionada por una afección pulmonar. Es reconocido como el autor de unos cien trabajos de índole científica y publicó también diversos ensayos sobre el estado intelectual de Venezuela y acerca del panorama político.
Lobo figura como el primer médico que practicó en Venezuela, para el año 1919, las reacciones de Abderhalden y Hotman para el diagnóstico biológico del embarazo. Además de ser médico, Lobo fue senador por el estado Bolívar en el año 1922 y ocupó la presidencia del Congreso Nacional.

## Estudios
Hijo de David Lobo y Clara Senior, inmigrantes provenientes de Curazao. Llegó a Caracas a los ocho años y cursó sus estudios primarios y secundarios en los colegios Villegas y Santa María de Caracas, respectivamente. Ingresó en la Universidad Central de Venezuela en 1880 donde recibió el título de Doctor en Ciencias Médicas el 18 de octubre de 1886 con una nota Sobresaliente por unanimidad del jurado. En esta época contrajo matrimonio con Inés Pardo Monsanto. Recién graduado, ejerció la profesión en Caracas hasta 1892. 
Como Secretario de la Legación de Venezuela en Washington, revalidó su título en esa ciudad para 1893 y el 4 de mayo del mismo año recibió el doctorado en ciencias médicas.

## Trabajo en Venezuela
Al regresar al país en 1900, se desempeñó como internista, ginecólogo, partero y cirujano general, estableciéndose en Caracas donde instaló una clínica con servicio de hospitalización. En 1908 se desempeñaba como director del Hospital Vargas en donde ejerció el cargo de jefe del servicio de Ginecología y Obstetricia. 
Como profesor universitario regentó las cátedras de Fisiología e Higiene, Terapéutica y Medicina Legal, Ginecología, Obstetricia y Clínica Obstétrica en la Universidad Central de Venezuela. En 1915, dirigió la Escuela de Medicina que, con carácter privado sustituyó luego la respectiva facultad de la Universidad Central de Venezuela cuando esta fue clausurada en 1912. Lobo también se desempeñó como presidente de la Cruz Roja Venezolana por un año en 1923.
En su faceta de político formó parte de la Junta Directiva de la Sociedad Unión Democrática. David Lobo fue fiel defensor de voto femenino y apoyó la candidatura presidencial del General José Manuel Hemández.

## Premios
- Medalla de Oro en Patología Interna (1884)
- Medalla de Plata en Cirugía (1885)
- Medalla de Instrucción Pública, hoy Orden "Andrés Bello".
- Condecoración Gran Cordón de la Orden del Libertador.

## Publicaciones
- Un caso raro de aneurisma.
- Algunas consideraciones sobre la glándula hepática.
- Un caso curioso de feto que permaneció durante 56 años en el seno materno.
- De la apoplejía en la hemorragia cerebral.
- Enfermedades de la mujer.
- María Leona Farrel.
- Estado intelectual de Venezuela.
- Los políticos.